# Politzer Ádám
Politzer Ádám Adam Politzer (Alberti, 1835. október 1. – Bécs, 1920. augusztus 10.)  osztrák–magyar orvosprofesszor, a fülgyógyászat egyik úttörője és megalapítója.

## Életpályája
A Bécsi Egyetemen tanult és ott nyerte el diplomáját. Bécsben telepedett le, mint gyakorló orvos. 1861-ben az egyetemen a fülsebészet magántanára, 1870-ben rk. tanár, 1873-ban. a fülgyógyászati klinika igazgatója, 1895-ben pedig nyilvános rendes egyetemi tanár lett. A fülgyógyászati klinikát anatómiai preparátumaival ő tette világhírűvé.

## Főbb művei

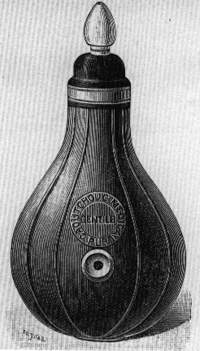
Politzer balloon with olive

- Die Beleuchtungsbilder des Trommelfells (1865)
- Zehn Wandtafeln zur Anatomie des Gehörorgans (1873)
- Atlas zur Beleuchtungsbilder des Trommelfells (14 színes táblázattal és 392 diagrammal, 1876)
- Lehrbuch der Ohrenheilkunde (1878)
- Die anatomische Zergliederung des menschlichen Gehörorgans im normalen und kranken Zustande (1889)